# Tiwaz Aett

Das Tiwaz Aett

Aettir (altnordisch  aett = Familie, Sippe) sind die Unterteilungen des Futhark der  gemeingermanischen Runen in drei Gruppen zu acht Runen, denen jeweils  eine gemeinsame tiefere Bedeutung zugeordnet wird.
Die dritte Gruppe, Tiwaz Aett (oder Tyrs Aett), besteht aus den Runen Tiwaz, Berkano, Ehwaz, Mannaz, Laguz, Ingwaz, Dagaz und Othala.